# Messier 109
Messier 109 of NGC 3992 is een sterrenstelsel dat 38,5 boogminuten ten zuidoosten van de ster Phad (gamma) in de Grote Beer (Ursa Major) te vinden is. Het is een zogenaamde balkspiraal en heeft wel wat weg van de Griekse letter thèta θ. Het stelsel werd op 12 maart 1781 ontdekt door Pierre Méchain.
In 1956 werd een supernova waargenomen in dit stelsel, 1956A, deze bereikte een magnitude van 12,8.
M109 is vrij lichtzwak en kan alleen met een telescoop gezien worden.
Engelstalige amateurastronomen kennen Messier 109 als het Stofzuiger sterrenstelsel (Vacuum cleaner galaxy).